# Jan Port
Jan Evangelista Port (29. června 1894, Nová Huť u Plzně – 16. května 1970, Praha) byl český divadelní teoretik, herec, režisér, kostýmní výtvarník a dlouholetý tajemník Divadla na Vinohradech.

## Život
Byl vnukem Jana Roberta Porta, majitele knihtiskárny v Plzni a vydavatele Plzeňských listů. Vystudoval Filosofickou fakultu University Karlovy v Praze. V roce 1930 získal titul doktora filosofie.
V letech 1929–1932 byl pedagogem na Konzervatoři hudby v Praze, kde vyučoval na dramatickém oddělení dějiny výtvarného umění.
V letech 1921 až 1945 působil ve Vinohradském divadle v Praze, nejdříve jako tajemník, od roku 1937 i oficiálně jako režisér. Na scénách Městského divadla na Král. Vinohradech se podílel na 56 hrách a také vytvořil 35 malých rolí, rovněž navrhl desetkrát kostýmy. Od roku 1932 režíroval rovněž celkem 26 her pro děti, které často sám upravoval pro divadlo. Při realizaci spolupracoval např.s jevištními výtvarníky Josefem Wenigem (jedenáct výprav pro dětské hry), Adolfem Wenigem, Vlastislavem Hofmanem, Jiřím Soukupem, J. Rabanem a dalšími.
Publikoval v denících a časopisech České slovo, Svobodné slovo, Lidová demokracie, Květy, Český svět, Venkov, Eva, Modní revue, Scéna, Divadlo, Světozor, Československé divadlo, Národní divadlo, Časopis Národního musea, Duchovní pastýř, Československý loutkář, Vlasta, Ochotnické divadlo, Komedia,Česká literatura, Divadlo lidové tvořivosti a v publikacích Městských divadel pražských, včetně ročenek Kruhu solistů. Pro literární příspěvky používal často pseudonym Jan Žuk, resp. Jan Port–Žuk nebo je podepisoval šiframi Dr. J. P.; J. P.; J. Ž.; R. T. Některé hry nebo úpravy podepisoval též jako Maruška Jarošková nebo Karla Spáčilová.
V období druhé poloviny okupace kryl svým jménem spolu s režisérem Františkem Salzerem ve Vinohradském divadle uměleckou činnost jevištního a kostýmního výtvarníka Františka Zelenky, který nesměl z rasových důvodů v divadle již oficiálně působit.
Po válce, po odchodu z divadla, působil v divadelním oddělení Národního muzea a jako pedagog na pražské DAMU, kde přednášel kostýmní výtvarnictví.
S manželkou Naděždou (rozenou Noskovou) měl dceru Naděždu.
Jeho literární pozůstalost, čítající přes 300 položek, je uložena v pražském Národním muzeu.

## Vybrané divadelní režie
- 1932 Ernst Raupach: Mlynář a jeho dítě, Vinohradské divadlo, 10 repríz
- 1933 John Habberton: Hýta a Batul, Komorní divadlo, 19 repríz
- 1934 Lila Bubelová: O Draku s Oblohy a Zajíčkovy z měsíce, Komorní divadlo, 41 repríz
- 1934 Adolf Wenig: O nejhonzovatějším Honzovi, Vinohradské divadlo, 6 repríz
- 1934 H. Beccher-Stowe: Chata strýčka Toma, Vinohradské divadlo, 6 repríz
- 1934 Christian Richardt: Slunéčko kapitána Jansena, Vinohradské divadlo, 3 reprízy
- 1934 Jules Verne: Carův kurýr, Vinohradské divadlo, 7 repríz
- 1934 Jules Verne: Děti kapitána Granta, Vinohradské divadlo, 7 repríz
- 1934 I. Brličová-Mažuraničová: Švícka, Chlapík a cirkusačka Gita, Komorní divadlo, 3 reprízy
- 1935 C.A.Görner (úprava Jan Port pod pseud. Karla Spáčilová): Červená Karkulka, Komorní divadlo, 8 repríz
- 1935 Hans Christian Andersen: Královna sněhu, Vinohradské divadlo, 11 repríz
- 1935 Jan Port (pod pseudonymem Maruška Jarošková): Sedm havranů, Komorní divadlo, 7 repríz
- 1935 Jan Port, Bohuš Stejskal: České pašije, Vinohradské divadlo, 13 repríz
- 1935 C.A.Görner: Sněhulka a sedm trpaslíků, Vinohradské divadlo, 10 repríz
- 1936 Charles Parrault: Šípková Růženka, Vinohradské divadlo, 4 reprízy
- 1936 Adolf Wenig, Jan Port: Dlouhý, Široký a Bystrozraký, Vinohradské divadlo, 13 repríz
- 1936 Jan Port, Bohuš Stejskal: České jesličky, Vinohradské divadlo, 15 repríz
- 1936 A. Fischerová-Kučerová, K.J.Erben: Tři zlaté vlasy Děda-Vševěda, Komorní divadlo, 8 repríz
- 1937 F.X.Svoboda: Maminčiny starosti, Vinohradské divadlo, 17 repríz
- 1937 Václav Valenta-Alfa, Frank Wenig: Hrdina Feďka, Vinohradské divadlo, 11 repríz
- 1937 A. S. Puškin: Puškinovy pohádky, Vinohradské divadlo, 9 repríz
- 1937 Václav Říha: Pohádky z onoho světa o andělech a čertech, Vinohradské divadlo, 5 repríz
- 1938 Božena Němcová: Babička, Vinohradské divadlo, 43 repríz
- 1938 Růžena Opravilová: Tři přadleny, Vinohradské divadlo, 7 repríz
- 1938 Karolina Světlá: Kříž u potoka, Vinohradské divadlo, 2 reprízy
- 1939 Růžena Opravilová: Rozum a štěstí, Vinohradské divadlo, 6 repríz
- 1939 Jan Port: Česká jara, Vinohradské divadlo, 14 repríz
- 1939 Jan Port: Svatováclavská legenda, Vinohradské divadlo, 10 repríz
- 1940 Josef Lada: O Kocouru Mikešovi, který mluvil, Vinohradské divadlo, 10 repríz
- 1940 Ondřej Sekora: Ferda Mravenec, Vinohradské divadlo, 19 repríz
- 1940 F. X. Svoboda: Olga Rubešová, Vinohradské divadlo, 10 repríz
- 1941 Viktor Dyk: Ondřej a drak, Komorní divadlo, 11 repríz
- 1941 Jan Neruda: Já to nejsem, Vinohradské divadlo, 2 reprízy
- 1941 Jan Neruda: Merenda nestřídmých, Vinohradské divadlo, 2 reprízy
- 1941 Jan Neruda: Ženich z hladu, Vinohradské divadlo, 2 reprízy
- 1942 V. K. Klicpera: Krása neblaží, Divadlo Na poříčí, 20 repríz
- 1942 Bedřich Vrbský: Pravý manžel, Komorní divadlo, 56 repríz
- 1943 Jaroslav Vrchlický: Noc na Karlštejně, Komorní divadlo, 62 repríz
- 1943 U. Ojetti, R. Simoni: Svatba pana Casanovy, Vinohradské divadlo, 26 repríz
- 1943 Olga Barényi: Veliká hvězda, Komorní divadlo, 30 repríz
- 1943 G. E. Lessing: Emília Galloti, Divadlo Na poříčí, 40 repríz (titulní role: Zorka Janů)

## Spisy

### Vybrané divadelní hry
- 1924 Boží bojovnice – Tělo a krev (činohra – husitská komedie)
- 1925 Mez (činohra)
- 1931 Kovář (činohra – komedie)
- 1936 České jesličky  (činohra, spoluautorem je Bohuš Stejskal; vydáno tiskem – Universum Praha)
- 1937 České pašije (činohra, spoluautorem je Bohuš Stejskal; vydáno tiskem – Universum Praha)

### Vybrané publikace
- 1932 Divadelní výtvarníci staré Prahy (vydal Melantrich)
- 1948 Tvary divadla v Čechách (text pro přednášku na AMU)
- 1953 Národní divadlo 70 (publikace shrnující 70letý vývoj ND)

### Vybrané překlady
- 1950 A. S. Puškin – Pohádka o popovi Ivanovi a jeho čeledínu Baldovi